# Władysław Broniewski

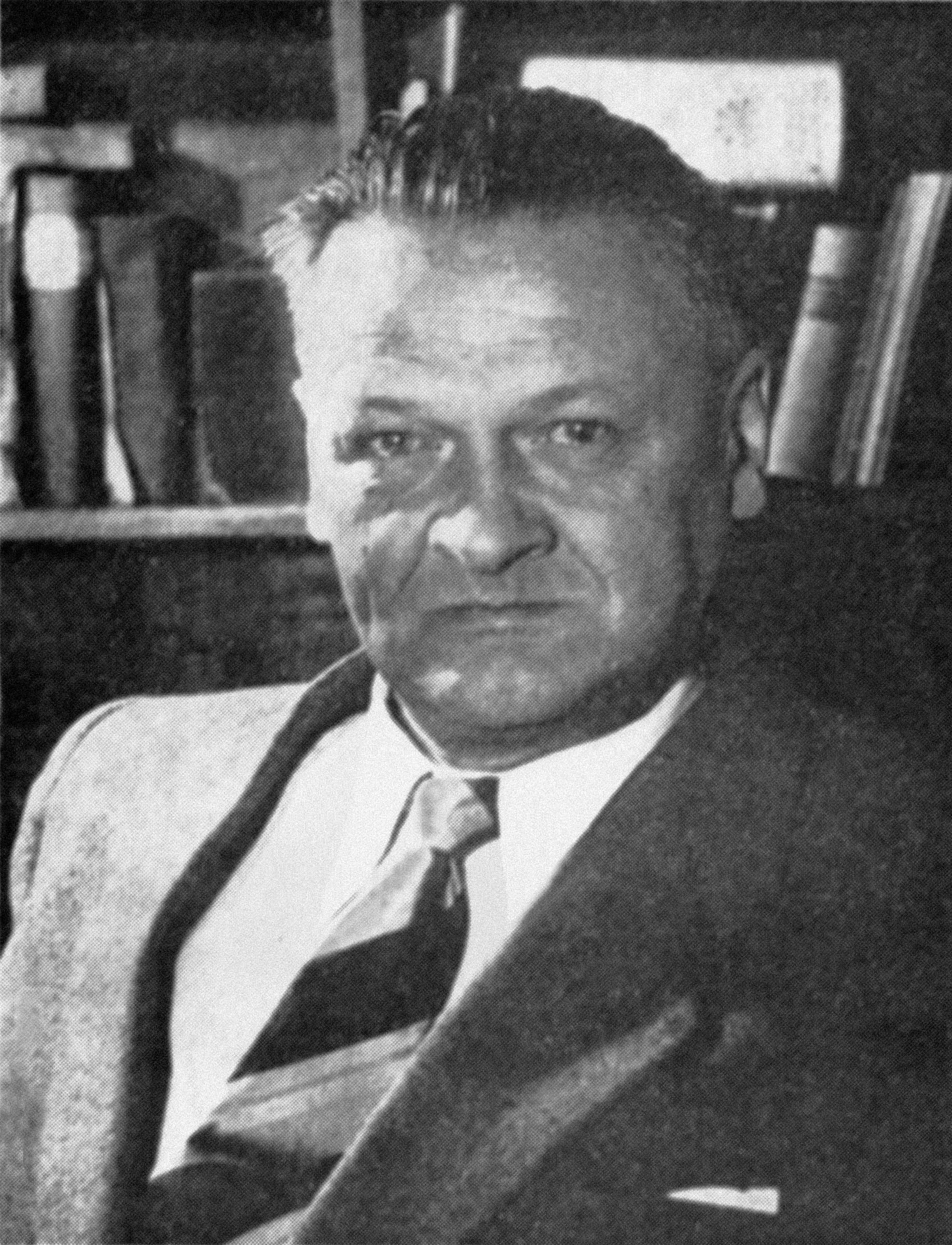
Władysław Broniewski

Władysław Kazimierz Broniewski (* 17. Dezember 1897 in Płock, Russisches Kaiserreich; † 10. Februar 1962 in Warschau) war ein polnischer Dichter und Soldat. Er gilt als einer der wichtigsten Vertreter revolutionärer Lyrik und des Sozialistischen Realismus in Polen.

## Leben
Broniewski stammte aus einer Intelligentsia-Familie ursprünglich adliger Herkunft. Nach dem Besuch des Gymnasiums in seiner Heimatstadt, wo er sich u. a. in der – illegalen – Pfadfinder-Bewegung betätigte, schloss er sich 1915 den Polnischen Legionen Józef Piłsudskis an. Als einer der – trotz seines jugendlichen Alters – wichtigeren Militärführer wurde er mit verschiedenen Orden ausgezeichnet und kämpfte auch 1919/1920 im Krieg gegen das bolschewistische Russland. Anschließend holte er sein Abitur nach und begann ein Studium an der Universität Warschau. Sich ursprünglich als Sozialist fühlend, schloss sich Broniewski nach der Ermordung von Staatspräsident Gabriel Narutowicz der revolutionären Linken an. Gleichzeitig näherte er sich der revolutionären Lyrik sowjetischer Prägung an und arbeitete bei linken literarischen und politischen Zeitschriften mit. Wegen dieser Tätigkeiten wurde er 1931 verhaftet.
Nach Ausbruch des Zweiten Weltkrieges meldete er sich als Freiwilliger, kam jedoch nicht mehr zum Einsatz und begab sich dann ins sowjetisch besetzte Lemberg, wo die Militärbehörden linken Künstlern teilweise gute Arbeitsmöglichkeiten boten. Broniewski als Gegner des sowjetischen Einmarsches in Polen musste jedoch bald erkennen, dass seine Möglichkeiten begrenzt waren und auch er der Zensur unterlag. 1940 wurde er von den Sowjets inhaftiert, unter anderem in der Moskauer Lubjanka, ein Jahr später wieder freigelassen, schloss er sich der polnischen Armee von General Władysław Anders an und zog mit dieser in den Nahen Osten.
Nach Kriegsende kehrte er nach Polen zurück und wurde einer der wichtigsten Autoren des neuen sozialistischen Staates. Der Verknüpfung nationaler und internationalistischer Elemente blieb er jedoch auch weiterhin treu. Geprägt vom Geist der polnischen Romantik, schwankte er zwischen einer pathetisch-triumphalistischen und einer elegisch-katastrophistischen Ausdrucksweise. Sein 1939 entstandenes Gedicht Bagnet na broń (Bajonett aufgesetzt) war einer der einflussreichsten Appelle zur Verteidigung des polnischen Staates und ist bis heute Schullektüre. In seinem Werk finden sich jedoch auch heute peinliche Elogen auf Stalin, die an die schlechtesten Gedichte eines Johannes R. Becher erinnern.
Getroffen von persönlichen Schicksalsschlägen wie dem Unfalltod seiner Tochter Anka im Jahre 1954 und berüchtigt wegen seines kaum verborgenen unmäßigen Alkoholkonsums, zog er sich Mitte der 1950er Jahre immer stärker aus der Öffentlichkeit zurück, verfasste nun eher reflexive und naturalistische Gedichte und wirkte als Übersetzer aus dem Russischen.
Broniewski starb 1962 an Kehlkopfkrebs.
Für sein Wirken wurde er im stalinistischen Polen zweimal mit dem Staatspreis Erster Klasse ausgezeichnet. Heute gilt er als ein Klassiker der polnischen Lyrik des 20. Jahrhunderts, dessen Mischung aus Konformismus und Nonkonformismus immer wieder herausgestellt wird.

## Werke
- Wiatraki (1925)
- Dymy nad miastem (1927)
- Troska i pieśń (1932)
- Krzyk ostateczny (1938)
- Bagnet na broń (1943)
- Drzewo rozpaczające (1945)
- Nadzieja (1951)
- Anka (1956)

Deutsche Übersetzungen:
- Hoffnung. Ausgewählte Gedichte. Übers. von Max Zimmerling. Vorwort von Friedrich Wolf. Berlin (Ost): Dietz Verlag 1953.